# Gråsjälsgrynnor
Gråsjälsgrynnor är öar i Finland. De ligger i Bottenhavet och i kommunen Korsnäs i landskapet Österbotten, i den västra delen av landet. Öarna ligger omkring 53 kilometer sydväst om Vasa och omkring 350 kilometer nordväst om Helsingfors.
Arean för den av öarna koordinaterna pekar på är 2,8 hektar och dess största längd är 370 meter i nord-sydlig riktning. I omgivningarna runt Gråsjälsgrynnor växer i huvudsak blandskog. Runt Gråsjälsgrynnor är det glesbefolkat, med 9 invånare per kvadratkilometer. Närmaste större samhälle är Korsnäs, 11,5 km nordost om Gråsjälsgrynnor.